# Лабушер, Генри, барон Таунтон
Генри Лабушер, барон Таунтон (англ. Henry Labouchere; 15 августа 1798, Сомерсет — 13 июля 1869, там же) — английский политический деятель. Дядя радикала Лабушера. С 1826 года — член Палаты общин, секретарь вице-короля Ирландии в кабинете Джона Рассела (1846), министр колоний в кабинете Пальмерстона (1855). Генри Лабушер провёл, помимо прочих законов, билль об отмене законов относительно торгового флота. В 1859 году возведён в звание пэра под именем барона Таунтона.